# Neuvic, Corrèze
Neuvic (okcitansko Nòu Vic) je naselje in občina v južnem francoskem departmaju Corrèze regije Limousin. Leta 2007 je naselje imelo 1.887 prebivalcev.

## Geografija
Kraj leži v pokrajini Limousin 21 km južno od Ussela. Vzhodno od kraja se nahaja jezero Lac de la Triouzoune, nastalo po izgradnji hidroelektrarne na reki Triozoune sredi 20. stoletja.

## Uprava
Neuvic je sedež istoimenskega kantona, v katerega so poleg njegove vključene še občine Chirac-Bellevue, Lamazière-Basse, Liginiac, Palisse, Roche-le-Peyroux, Saint-Étienne-la-Geneste, Saint-Hilaire-Luc, Sainte-Marie-Lapanouze in Sérandon s 3.804 prebivalci.
Kanton Neuvic je sestavni del okrožja Ussel.

## Zanimivosti
- župnjska cerkev sv. Štefana,
- stolp la Tour Saint-Mexant iz 16. stoletja,  francoski zgodovinski spomenik.